# Così parlò Bellavista (film)
(Luigino il poeta)
Così parlò Bellavista è un film commedia italiano del 1984, tratto dal romanzo omonimo, sceneggiato e diretto da Luciano De Crescenzo. 
Nel 1985 fu realizzato un seguito diretto sempre da De Crescenzo, Il mistero di Bellavista.
Nel 2018, in occasione dei 90 anni di Luciano De Crescenzo, Alessandro Siani e Geppy Gleijeses realizzarono una riduzione teatrale del film, con lo stesso Geppy Gleijeses nel ruolo di Bellavista.

## Trama
Gennaro Bellavista è un professore di filosofia in pensione, che si diletta a esporre le sue teorie al proprio cenacolo di discepoli, composto dagli amici Salvatore, Saverio e Luigino. In particolare, riallacciandosi scherzosamente alle categorie sociologiche esposte nel trattato tedesco Gemeinschaft e Gesellschaft, egli distingue l'umanità in «uomini d'amore», come i napoletani, e «uomini di libertà», come i milanesi. La sua vita tranquilla viene disturbata dall'arrivo del dottor Cazzaniga, il nuovo direttore del personale dell'Alfasud: costui, proveniente da Milano, va ad occupare un appartamento all'interno dello stesso stabile di Bellavista. Immediatamente si nota il contrasto tra le abitudini di Cazzaniga, che è ligio al dovere, puntuale, preciso e quelle più confusionarie degli amici del professore che, ad esempio, non si spiegano come mai Cazzaniga, nonostante sia il direttore del personale, voglia andare al lavoro in perfetto orario.
(Professore Bellavista)
Ma Bellavista si trova ad affrontare problemi molto più seri: sua figlia Patrizia è rimasta incinta del suo fidanzato Giorgio e i due hanno intenzione di sposarsi. Ma Giorgio, nonostante sia laureato in architettura, è disoccupato e la coppia deve così trasferirsi suo malgrado nella casa del professore. L'occasione di cambiare le cose si presenta quando lo zio di Giorgio, avendo deciso di ritirarsi, cede la sua attività di rivendita di articoli religiosi al nipote. La coppia, tuttavia, scopre presto il vero motivo del ritiro: il negozio è terra di confine tra due clan di camorristi che chiedono entrambi il pizzo, costringendo così la coppia alla chiusura forzata. La soluzione arriverà a sorpresa grazie al Cazzaniga: rimasti entrambi bloccati in ascensore, Bellavista scoprirà nel nuovo inquilino un «uomo d'amore» e si pente di averlo giudicato male. Cazzaniga, grazie a un suo cognato, procurerà un posto di lavoro al Nord per Giorgio, e la coppia si trasferirà a Milano.
Bellavista e Cazzaniga discutono quindi su dove sia meglio far nascere il bambino, se a Napoli o Milano. Il bambino, però, nascerà "a metà strada" a Roma.

## Curiosità
Nella canzone Supereroi del cantante italiano Mr. Rain l'autore cita una frase iconica del film pronunciata da Luigino il poeta interpretato da Gerardo Scala: "Siamo angeli con un'ala soltanto e possiamo volare solo restando abbracciati", parafrasando "Siamo angeli con una ala soltanto, riusciremo a volare solo restando uno accanto all'altro",

## Colonna sonora
- Smorz' 'e lights - Renzo Arbore
- Sandokan Napulitan – Pino Amoroso
- 'A libertà – Patty Martin
- 'A bomboniera mia – Giulietta Sacco
- Taptitò - Eduardo De Crescenzo

## Accoglienza
Il film si è classificato al 13º posto tra i primi 100 film di maggior incasso della stagione cinematografica italiana 1984-1985.

## Riconoscimenti
- 1985 - David di Donatello
  - Miglior regista esordiente a Luciano De Crescenzo
  - Migliore attrice non protagonista a Marina Confalone
- 1985 - Nastro d'argento
  - Miglior regista esordiente a Luciano De Crescenzo
  - Migliore attrice non protagonista a Marina Confalone